# Kim Song-guk
Kim Song-guk (ur. 11 kwietnia 1984) – północnokoreański bokser kategorii piórkowej i lekkiej.

## Kariera
W 2004 roku na letnich igrzyskach olimpijskich w Atenach zdobył srebrny medal w kategorii piórkowej.
W 2006 roku na Igrzyskach Azjatyckich w Doha zdobył brązowy medal w kategorii piórkowej. Na rozegranych rok później mistrzostwach świata w Chicago zdobył brązowy medal w kategorii lekkiej.
W 2008 roku na letnich igrzyskach olimpijskich w Pekinie zajął 17. miejsce w kategorii lekkiej. 